# Federazione calcistica delle Tonga
La Federazione calcistica delle Tonga (in inglese Tonga Football Association, acronimo TFA) è l'ente che governa il calcio nelle Tonga.
Fondata nel 1965, si affiliò alla FIFA e all'OFC nel 1994. Ha sede nella capitale Nukuʻalofa e controlla il campionato nazionale, la coppa nazionale e la Nazionale del paese.